# Swiss International Air Lines
Swiss (nombre oficial: Swiss International Airlines Ltd., IATA: LX; OACI: SWR) es la aerolínea de bandera de Suiza que presta servicios principalmente en Europa y hacia América del Norte, América del Sur, Asia y África.

## Historia

### Comienzos

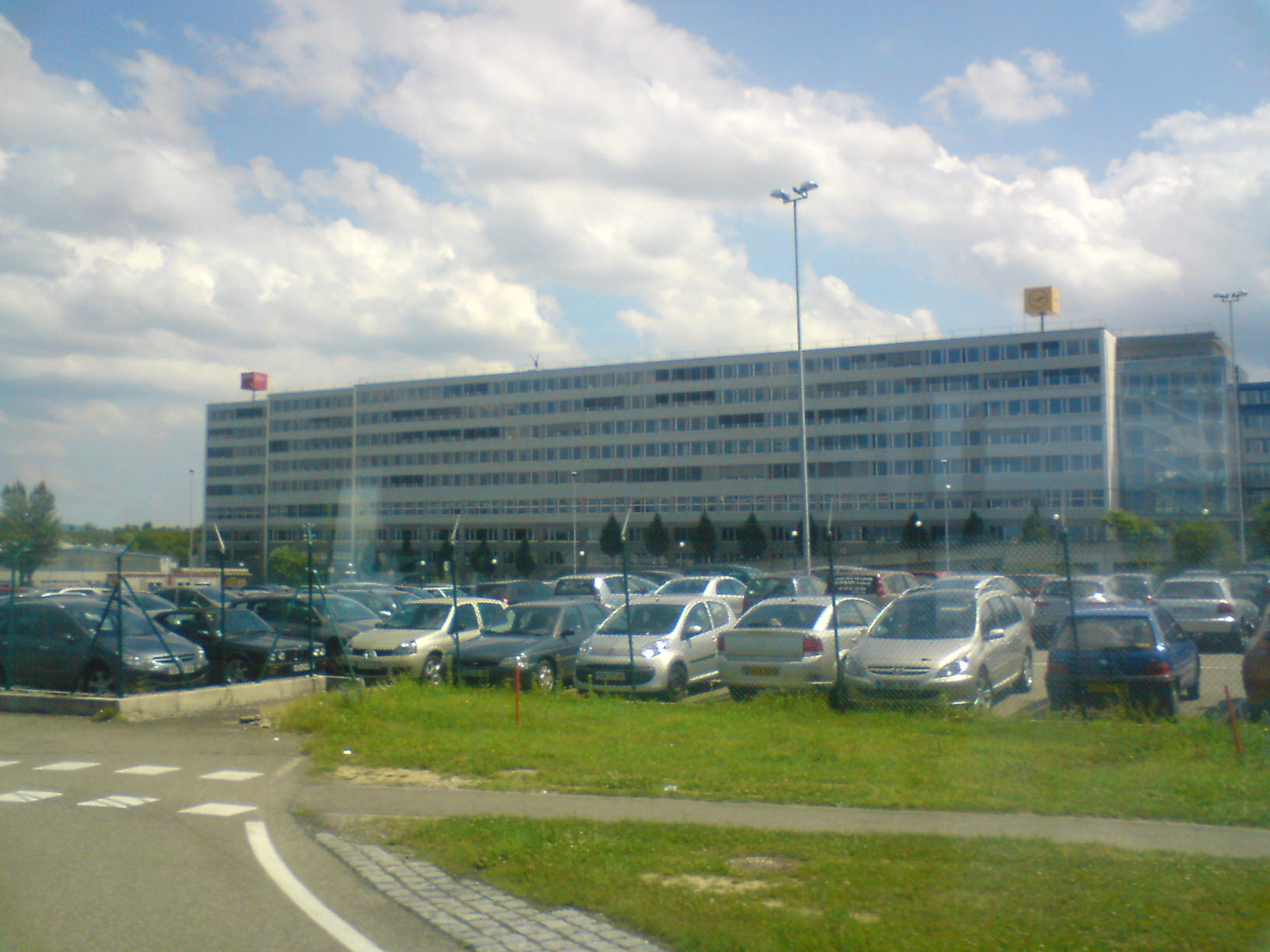
La sede de Swiss International Airlines.

Swiss se formó después de la quiebra en 2002 de Swissair, la antigua aerolínea de bandera de Suiza. El 40% de los ingresos de Crossair procedían de Swissair. La nueva aerolínea perdió US$1 600 000 000 (equivalente a $2 496 098 143 en 2023) entre 2002 y 2005. Los mayores acreedores de Swissair, Credit Suisse Group y UBS, vendieron parte de los activos de Swissair a Crossair, que había sido la contraparte regional de Swissair. En ese momento, tanto Swissair como Crossair formaban parte del mismo holding, SAirGroup. Crossair cambió más tarde su nombre a Swiss International Air Lines y la nueva aerolínea nacional comenzó oficialmente sus operaciones el 31 de marzo de 2002. La aerolínea fue inicialmente propiedad de inversores institucionales (61,3%), la Confederación Suiza (20,3%), cantones y comunidades (12,2%) y otros (6,2%). Swiss también posee las filiales Swiss Sun (100%) y Crossair Europe (99,9%). Tiene un total de 7383 empleados.[cita requerida]
Según Marcel Biedermann, director general de mercados intercontinentales de Swiss, había tres posibilidades: seguir siendo independiente como aerolínea de nicho, reducirse a un nivel irreconocible o unirse a otro grupo de aerolíneas. Se tomó la última opción. Swiss habló con Air France-KLM, British Airways y Lufthansa. Sin embargo, Swiss estaba atada por deudas y un futuro incierto y parecía ser una inversión poco atractiva. Después de fusionarse con KLM Royal Dutch Airlines, Air France dijo que estaban demasiado ocupados para lidiar con la incorporación de Swiss. British Airways estaba abierta y los socios de Oneworld pensaron que el Aeropuerto Internacional de Zúrich sería un centro alternativo viable para el aeropuerto de Londres-Heathrow.
Después de casi un año de disputas, Swiss fue finalmente aceptada en la alianza de aerolíneas Oneworld, después de haber sido bloqueada por British Airways, que compite con Swiss en muchas rutas de larga distancia. El 3 de junio de 2004, Swiss anunció su decisión de no unirse a Oneworld porque no quería integrar su actual programa de viajeros frecuentes en el Executive Club de British Airways. Además, Swiss pensaba que la relación era unilateral, ya que British Airways socavaba los beneficios de la aerolínea, pero ellos no obtenían nada a cambio.

### Recuperación y adquisición por parte de Lufthansa
La aerolínea redujo anualmente a la mitad sus pérdidas y en 2006 registró un beneficio neto de 220 millones de dólares. El beneficio neto de 2007 fue de 570 millones de dólares. Biedermann declaró en la edición de marzo de 2008 de Airways que "este fue el comienzo de poner nuestra casa en orden". Dijo que se necesitaba ayuda y que consideraba a Lufthansa como modelo de comparación, por lo que su unión fue natural, incluso con sus diferencias. Incluso con una red más pequeña, Swiss transportó el mismo número de pasajeros que en 2002.
El 22 de marzo de 2005, Lufthansa Group confirmó su plan de adquirir Swiss, comenzando con una participación minoritaria (11%) en una nueva empresa creada para poseer acciones suizas llamada Air Trust. Las operaciones de Swiss se integraron gradualmente con las de Lufthansa a fines de 2005 y la adquisición se completó el 1 de julio de 2007. Swiss se unió a Star Alliance y se convirtió en miembro del programa de viajeros frecuentes Miles and More de Lufthansa el 1 de abril de 2006.
La aerolínea estableció una subsidiaria regional llamada Swiss Global Air Lines. La aerolínea tenía su propio certificado de operador aéreo. Dos divisiones, Swiss Aviation Training y Swiss WorldCargo (que utiliza la capacidad de bodega de los aviones de pasajeros), también son propiedad de Swiss. Swiss Global Air Lines, posteriormente rebautizada como Swiss Global Air Lines, ha cesado sus operaciones desde entonces y se ha fusionado con su matriz: Swiss.
En 2008, Swiss International Air Lines adquirió Edelweiss Air y Servair, posteriormente rebautizada como Swiss Private Aviation. En febrero de 2011, Swiss Private Aviation cesó sus operaciones como resultado de una reestructuración. La compañía recomendó utilizar en su lugar Lufthansa Private Jet Service.
En 2007, Swiss ordenó nueve Airbus A330-300 para reemplazar gradualmente a los Airbus A330-200 existentes y tener asientos de tres clases. El primer Airbus A330-300 se puso en servicio en la ruta insignia de Zúrich a Nueva York-JFK en abril de 2009. En la primavera de 2010, Swiss operó cinco Airbus A330-300 en rutas de media y larga distancia. Los cuatro aviones Airbus A330-300 restantes se unieron a la flota en 2011.
Tras la adquisición por parte del Lufthansa Group, la flota regional pasó de los Embraer ERJ, Saab 340 y 2000 de Crossair a los Avro RJ, que eran operados por una filial de propiedad absoluta, Swiss Global Air Lines. El resto de la flota se racionalizó y ahora se compone principalmente de aviones Airbus, aparte del Boeing 777. Swiss también renegoció sus contratos con proveedores, incluidos los de asistencia en tierra, mantenimiento, servicio de comidas y mano de obra. Los accionistas de Swiss recibieron una opción basada en el rendimiento de sus acciones. El pago se realizó en 2008 y la cantidad dependía de la rentabilidad de las acciones de Lufthansa en comparación con las de los competidores.
En 2010, Swiss y Lufthansa fueron incluidos en una investigación de la Comisión Europea sobre fijación de precios, pero no fueron multados por actuar como denunciantes.[cita requerida]

### Pérdidas y rescate por COVID-19
Swiss se vio gravemente afectada por la pandemia de COVID-19. En 2020, informó ingresos por 1.850 millones de francos suizos, un 65,2 % por debajo de su nivel del año anterior.
En agosto de 2020, Swiss recibió un préstamo estatal de 1.500 millones de francos suizos (1.650 millones de dólares) del gobierno suizo para capear la pandemia. El uso de fondos estatales suizos fue criticado por algunos comentaristas porque Swiss es una subsidiaria de propiedad total de la aerolínea alemana Lufthansa, lo que hace que las preguntas sobre su supervivencia sean responsabilidad del gobierno alemán, que de manera similar había brindado una mano amiga a Lufthansa durante la pandemia.
El 18 de noviembre de 2020, se anunció que Dieter Vranckx asumiría el cargo de CEO a partir del 1 de enero de 2021. Vranckx tiene 20 años de experiencia dentro del Lufthansa Group y ha sido CEO de Brussels Airlines, miembro del Lufthansa Group, desde principios de 2020.
En junio de 2024, se anunció que Vranckx dejaría el cargo a fines de mes y sería reemplazado por el ciudadano alemán y director general de Lufthansa CityLine, Jens Fehlinger. Fehlinger asumirá el cargo en octubre de 2024 y, hasta entonces, Swiss estará dirigida temporalmente por la directora comercial, Heike Birlenbach. Dieter Vranckx se transfirió al directorio ejecutivo de la empresa matriz Lufthansa el 1 de julio de 2024 y permanece en Swiss como vicepresidente de su directorio.

## Flota
| Aeronaves        | En servicio | Pedidos | Pasajeros                                  | Pasajeros                                  | Pasajeros                                  | Pasajeros                                  | Pasajeros                                  | Matrículas                                 | Antigüedad                                 | Notas |
| Aeronaves        | En servicio | Pedidos | F                                          | C                                          | W                                          | Y                                          | Total                                      | Matrículas                                 | Antigüedad                                 | Notas |
| ---------------- | ----------- | ------- | ------------------------------------------ | ------------------------------------------ | ------------------------------------------ | ------------------------------------------ | ------------------------------------------ | ------------------------------------------ | ------------------------------------------ | --- |
| Airbus A220-100  | 9           | —       | —                                          | —                                          | —                                          | 125                                        | 125                                        | HB-JBA                                     | 8,7 años                                   | Cliente de lanzamiento |
| Airbus A220-100  | 9           | —       | —                                          | —                                          | —                                          | 125                                        | 125                                        | HB-JBB                                     | 8,6 años                                   | Cliente de lanzamiento |
| Airbus A220-100  | 9           | —       | —                                          | —                                          | —                                          | 125                                        | 125                                        | HB-JBC                                     | 8,4 años                                   | Cliente de lanzamiento |
| Airbus A220-100  | 9           | —       | —                                          | —                                          | —                                          | 125                                        | 125                                        | HB-JBD                                     | 8,3 años                                   | Cliente de lanzamiento |
| Airbus A220-100  | 9           | —       | —                                          | —                                          | —                                          | 125                                        | 125                                        | HB-JBE                                     | 8,2 años                                   | Cliente de lanzamiento |
| Airbus A220-100  | 9           | —       | —                                          | —                                          | —                                          | 125                                        | 125                                        | HB-JBF                                     | 8 años                                     | Cliente de lanzamiento |
| Airbus A220-100  | 9           | —       | —                                          | —                                          | —                                          | 125                                        | 125                                        | HB-JBG                                     | 8 años                                     | Cliente de lanzamiento |
| Airbus A220-100  | 9           | —       | —                                          | —                                          | —                                          | 125                                        | 125                                        | HB-JBH                                     | 7,9 años                                   | Cliente de lanzamiento |
| Airbus A220-100  | 9           | —       | —                                          | —                                          | —                                          | 125                                        | 125                                        | HB-JBI                                     | 5,7 años                                   | Cliente de lanzamiento |
| Airbus A220-300  | 21          | —       | —                                          | —                                          | —                                          | 145                                        | 145                                        | HB-JCA                                     | 7,8 años                                   | |
| Airbus A220-300  | 21          | —       | —                                          | —                                          | —                                          | 145                                        | 145                                        | HB-JCB                                     | 7,7 años                                   | |
| Airbus A220-300  | 21          | —       | —                                          | —                                          | —                                          | 145                                        | 145                                        | HB-JCC                                     | 7,6 años                                   | |
| Airbus A220-300  | 21          | —       | —                                          | —                                          | —                                          | 145                                        | 145                                        | HB-JCD                                     | 7,5 años                                   | |
| Airbus A220-300  | 21          | —       | —                                          | —                                          | —                                          | 145                                        | 145                                        | HB-JCE                                     | 7,5 años                                   | |
| Airbus A220-300  | 21          | —       | —                                          | —                                          | —                                          | 145                                        | 145                                        | HB-JCF                                     | 7,4 años                                   | |
| Airbus A220-300  | 21          | —       | —                                          | —                                          | —                                          | 145                                        | 145                                        | HB-JCG                                     | 7,2 años                                   | |
| Airbus A220-300  | 21          | —       | —                                          | —                                          | —                                          | 145                                        | 145                                        | HB-JCH                                     | 7,1 años                                   | |
| Airbus A220-300  | 21          | —       | —                                          | —                                          | —                                          | 145                                        | 145                                        | HB-JCJ                                     | 7 años                                     | |
| Airbus A220-300  | 21          | —       | —                                          | —                                          | —                                          | 145                                        | 145                                        | HB-JCI                                     | 7 años                                     | |
| Airbus A220-300  | 21          | —       | —                                          | —                                          | —                                          | 145                                        | 145                                        | HB-JCK                                     | 6,9 años                                   | |
| Airbus A220-300  | 21          | —       | —                                          | —                                          | —                                          | 145                                        | 145                                        | HB-JCL                                     | 6,9 años                                   | |
| Airbus A220-300  | 21          | —       | —                                          | —                                          | —                                          | 145                                        | 145                                        | HB-JCM                                     | 6,8 años                                   | |
| Airbus A220-300  | 21          | —       | —                                          | —                                          | —                                          | 145                                        | 145                                        | HB-JCN                                     | 6,8 años                                   | |
| Airbus A220-300  | 21          | —       | —                                          | —                                          | —                                          | 145                                        | 145                                        | HB-JCO                                     | 6,7 años                                   | |
| Airbus A220-300  | 21          | —       | —                                          | —                                          | —                                          | 145                                        | 145                                        | HB-JCP                                     | 6,6 años                                   | |
| Airbus A220-300  | 21          | —       | —                                          | —                                          | —                                          | 145                                        | 145                                        | HB-JCQ                                     | 6,5 años                                   | |
| Airbus A220-300  | 21          | —       | —                                          | —                                          | —                                          | 145                                        | 145                                        | HB-JCR                                     | 6,4 años                                   | |
| Airbus A220-300  | 21          | —       | —                                          | —                                          | —                                          | 145                                        | 145                                        | HB-JCS                                     | 6,3 años                                   | |
| Airbus A220-300  | 21          | —       | —                                          | —                                          | —                                          | 145                                        | 145                                        | HB-JCT                                     | 6,2 años                                   | |
| Airbus A220-300  | 21          | —       | —                                          | —                                          | —                                          | 145                                        | 145                                        | HB-JCU                                     | 3,9 años                                   | |
| Airbus A320-214  | 11          | —       | —                                          | —                                          | —                                          | 180                                        | 180                                        | HB-IJI                                     | 29 años                                    | Heredados de Swissair |
| Airbus A320-214  | 11          | —       | —                                          | —                                          | —                                          | 180                                        | 180                                        | HB-IJJ                                     | 28,9 años                                  | Heredados de Swissair |
| Airbus A320-214  | 11          | —       | —                                          | —                                          | —                                          | 180                                        | 180                                        | HB-IJK                                     | 28,8 años                                  | Heredados de Swissair |
| Airbus A320-214  | 11          | —       | —                                          | —                                          | —                                          | 180                                        | 180                                        | HB-IJL                                     | 28,7 años                                  | Heredados de Swissair |
| Airbus A320-214  | 11          | —       | —                                          | —                                          | —                                          | 180                                        | 180                                        | HB-IJM                                     | 28,3 años                                  | Heredados de Swissair |
| Airbus A320-214  | 11          | —       | —                                          | —                                          | —                                          | 180                                        | 180                                        | HB-IJN                                     | 28,3 años                                  | Heredados de Swissair |
| Airbus A320-214  | 11          | —       | —                                          | —                                          | —                                          | 180                                        | 180                                        | HB-IJO                                     | 27,9 años                                  | Heredados de Swissair |
| Airbus A320-214  | 11          | —       | —                                          | —                                          | —                                          | 180                                        | 180                                        | HB-IJP                                     | 27,9 años                                  | Heredados de Swissair |
| Airbus A320-214  | 11          | —       | —                                          | —                                          | —                                          | 180                                        | 180                                        | HB-IJQ                                     | 27,8 años                                  | Heredados de Swissair |
| Airbus A320-214  | 11          | —       | —                                          | —                                          | —                                          | 180                                        | 180                                        | HB-IJR                                     | 27,7 años                                  | Heredados de Swissair |
| Airbus A320-214  | 11          | —       | —                                          | —                                          | —                                          | 180                                        | 180                                        | HB-JLQ                                     | 13,9 años                                  | Heredados de Swissair |
| Airbus A320neo   | 9           | 8       | —                                          | —                                          | —                                          | 180                                        | 180                                        | HB-JDA                                     | 5 años                                     | |
| Airbus A320neo   | 9           | 8       | —                                          | —                                          | —                                          | 180                                        | 180                                        | HB-JDB                                     | 4,9 años                                   | |
| Airbus A320neo   | 9           | 8       | —                                          | —                                          | —                                          | 180                                        | 180                                        | HB-JDC                                     | 4,2 años                                   | |
| Airbus A320neo   | 9           | 8       | —                                          | —                                          | —                                          | 180                                        | 180                                        | HB-JDD                                     | 3,3 años                                   | |
| Airbus A320neo   | 9           | 8       | —                                          | —                                          | —                                          | 180                                        | 180                                        | HB-JDE                                     | 3,2 años                                   | |
| Airbus A320neo   | 9           | 8       | —                                          | —                                          | —                                          | 180                                        | 180                                        | HB-JDF                                     | 3 años                                     | |
| Airbus A320neo   | 9           | 8       | —                                          | —                                          | —                                          | 180                                        | 180                                        | HB-JDG                                     | 0,9 años                                   | |
| Airbus A320neo   | 9           | 8       | —                                          | —                                          | —                                          | 180                                        | 180                                        | HB-JDH                                     | 0,4 años                                   | |
| Airbus A320neo   | 9           | 8       | —                                          | —                                          | —                                          | 180                                        | 180                                        | HB-JDI                                     | 0,1 años                                   | |
| Airbus A321-111  | 3           | —       | —                                          | —                                          | —                                          | 219                                        | 219                                        | HB-IOD                                     | 29,9 años                                  | Heredados de Swissair |
| Airbus A321-111  | 3           | —       | —                                          | —                                          | —                                          | 219                                        | 219                                        | HB-IOF                                     | 29,7 años                                  | Heredados de Swissair |
| Airbus A321-111  | 3           | —       | —                                          | —                                          | —                                          | 219                                        | 219                                        | HB-IOH                                     | 27,9 años                                  | Heredados de Swissair |
| Airbus A321-212  | 3           | —       | —                                          | —                                          | —                                          | 219                                        | 219                                        | HB-IOM                                     | 14,2 años                                  | |
| Airbus A321-212  | 3           | —       | —                                          | —                                          | —                                          | 219                                        | 219                                        | HB-ION                                     | 11,8 años                                  | |
| Airbus A321-212  | 3           | —       | —                                          | —                                          | —                                          | 219                                        | 219                                        | HB-IOO                                     | 9 años                                     | |
| Airbus A321neo   | 4           | 4       | —                                          | —                                          | —                                          | 215                                        | 215                                        | HB-JPA                                     | 4,4 años                                   | |
| Airbus A321neo   | 4           | 4       | —                                          | —                                          | —                                          | 215                                        | 215                                        | HB-JPB                                     | 4,3 años                                   | |
| Airbus A321neo   | 4           | 4       | —                                          | —                                          | —                                          | 215                                        | 215                                        | HB-JPC                                     | 1,8 años                                   | |
| Airbus A321neo   | 4           | 4       | —                                          | —                                          | —                                          | 215                                        | 215                                        | HB-JPD                                     | 1,5 años                                   | |
| Airbus A330-343X | 14          | —       | 8                                          | 45                                         | —                                          | 183                                        | 236                                        | HB-JHA                                     | 15,9 años                                  | |
| Airbus A330-343X | 14          | —       | 8                                          | 45                                         | —                                          | 183                                        | 236                                        | HB-JHB                                     | 15,8 años                                  | |
| Airbus A330-343X | 14          | —       | 8                                          | 45                                         | —                                          | 183                                        | 236                                        | HB-JHD                                     | 15,7 años                                  | |
| Airbus A330-343X | 14          | —       | 8                                          | 45                                         | —                                          | 183                                        | 236                                        | HB-JHC                                     | 15,7 años                                  | |
| Airbus A330-343X | 14          | —       | 8                                          | 45                                         | —                                          | 183                                        | 236                                        | HB-JHE                                     | 15,2 años                                  | |
| Airbus A330-343X | 14          | —       | 8                                          | 45                                         | —                                          | 183                                        | 236                                        | HB-JHF                                     | 15 años                                    | |
| Airbus A330-343X | 14          | —       | 8                                          | 45                                         | —                                          | 183                                        | 236                                        | HB-JHG                                     | 15 años                                    | |
| Airbus A330-343X | 14          | —       | 8                                          | 45                                         | —                                          | 183                                        | 236                                        | HB-JHH                                     | 14,6 años                                  | |
| Airbus A330-343X | 14          | —       | 8                                          | 45                                         | —                                          | 183                                        | 236                                        | HB-JHI                                     | 14,3 años                                  | |
| Airbus A330-343X | 14          | —       | 8                                          | 45                                         | —                                          | 183                                        | 236                                        | HB-JHJ                                     | 14,2 años                                  | |
| Airbus A330-343X | 14          | —       | 8                                          | 45                                         | —                                          | 183                                        | 236                                        | HB-JHK                                     | 13,2 años                                  | |
| Airbus A330-343X | 14          | —       | 8                                          | 45                                         | —                                          | 183                                        | 236                                        | HB-JHL                                     | 13,1 años                                  | |
| Airbus A330-343X | 14          | —       | 8                                          | 45                                         | —                                          | 183                                        | 236                                        | HB-JHM                                     | 12,4 años                                  | |
| Airbus A330-343X | 14          | —       | 8                                          | 45                                         | —                                          | 183                                        | 236                                        | HB-JHN                                     | 12 años                                    | |
| Airbus A340-313X | 4           | —       | 8                                          | 42                                         | 21                                         | 144                                        | 215                                        | HB-JMA                                     | 21,7 años                                  | Se retirarán en 2025 y sustituirán por A350-900. |
| Airbus A340-313X | 4           | —       | 8                                          | 42                                         | 21                                         | 144                                        | 215                                        | HB-JMB                                     | 21,6 años                                  | Se retirarán en 2025 y sustituirán por A350-900. |
| Airbus A340-313X | 4           | —       | 8                                          | 42                                         | 21                                         | 144                                        | 215                                        | HB-JMH                                     | 21 años                                    | Se retirarán en 2025 y sustituirán por A350-900. |
| Airbus A340-313X | 4           | —       | 8                                          | 42                                         | 21                                         | 144                                        | 215                                        | HB-JMI                                     | 20,8 años                                  | Se retirarán en 2025 y sustituirán por A350-900. |
| Airbus A350-941  | —           | 10      | 4                                          | 45                                         | 38                                         | 156                                        | 243                                        |                                            |                                            | Serán entregados en la segunda mitad de 2025 como parte de un pedido de Lufthansa. Reemplazarán a los A340-300. Dos seran entregados en 2025, luego le seguirán tres en 2026 y los otros cincos restantes entre 2027 y 2031. |
| Boeing 777-3DEER | 12          | —       | 8                                          | 62                                         | 24                                         | 226                                        | 320                                        | HB-JNA                                     | 9,2 años                                   | |
| Boeing 777-3DEER | 12          | —       | 8                                          | 62                                         | 24                                         | 226                                        | 320                                        | HB-JNB                                     | 9 años                                     | |
| Boeing 777-3DEER | 12          | —       | 8                                          | 62                                         | 24                                         | 226                                        | 320                                        | HB-JNC                                     | 8,9 años                                   | |
| Boeing 777-3DEER | 12          | —       | 8                                          | 62                                         | 24                                         | 226                                        | 320                                        | HB-JND                                     | 8,8 años                                   | |
| Boeing 777-3DEER | 12          | —       | 8                                          | 62                                         | 24                                         | 226                                        | 320                                        | HB-JNE                                     | 8,7 años                                   | |
| Boeing 777-3DEER | 12          | —       | 8                                          | 62                                         | 24                                         | 226                                        | 320                                        | HB-JNF                                     | 8,6 años                                   | |
| Boeing 777-3DEER | 12          | —       | 8                                          | 62                                         | 24                                         | 226                                        | 320                                        | HB-JNG                                     | 8 años                                     | |
| Boeing 777-3DEER | 12          | —       | 8                                          | 62                                         | 24                                         | 226                                        | 320                                        | HB-JNH                                     | 7,9 años                                   | |
| Boeing 777-3DEER | 12          | —       | 8                                          | 62                                         | 24                                         | 226                                        | 320                                        | HB-JNI                                     | 7,1 años                                   | |
| Boeing 777-3DEER | 12          | —       | 8                                          | 62                                         | 24                                         | 226                                        | 320                                        | HB-JNJ                                     | 7 años                                     | |
| Boeing 777-3DEER | 12          | —       | 8                                          | 62                                         | 24                                         | 226                                        | 320                                        | HB-JNK                                     | 5,3 años                                   | |
| Boeing 777-3DEER | 12          | —       | 8                                          | 62                                         | 24                                         | 226                                        | 320                                        | HB-JNL                                     | 5,2 años                                   | |
| Total            | 90          | 22      | Edad promedio a febrero de 2025: 11.7 años | Edad promedio a febrero de 2025: 11.7 años | Edad promedio a febrero de 2025: 11.7 años | Edad promedio a febrero de 2025: 11.7 años | Edad promedio a febrero de 2025: 11.7 años | Edad promedio a febrero de 2025: 11.7 años | Edad promedio a febrero de 2025: 11.7 años | Edad promedio a febrero de 2025: 11.7 años |

| Aeronaves                  | Total | Introducido | Retirado | Matrículas |
| -------------------------- | ----- | ----------- | -------- | --- |
| Airbus A300                | 1     | 2006        | 2007     | D-AIAX |
| Airbus A319-100            | 8     | 2002        | 2020     | HB-IPR, HB-IPS, HB-IPT, HB-IPU, HB-IPV, HB-IPW, HB-IPX y HB-IPY |
| Airbus A330-200            | 17    | 2002        | 2011     | HB-IQA, HB-IQB, HB-IQC, HB-IQC, HB-IQD, HB-IQE, HB-IQF, HB-IQG, HB-IQH, HB-IQI, HB-IQJ, HB-IQK, HB-IQL, HB-IQM, HB-IQQ, HB-IQR, HB-IQO y HB-IQP                                                                                                 |
| Avro RJ85                  | 4     | 2005        | 2007     | HB-IXF, HB-IXG, HB-IXH y HB-IXK |
| Avro RJ100                 | 21    | 2002        | 2017     | HB-IXN, HB-IXO, HB-IXP, HB-IXQ, HB-IXR, HB-IXS, HB-IXT, HB-IXU, HB-IXV, HB-IXW, HB-IXX, HB-IYQ, HB-IYR*, HB-IYS, HB-IYT, HB-IYU, HB-IYV, HB-IYW, HB-IYX, HB-IYY y HB-IYZ                                                                        |
| Boeing 737-800             | 1     | 2005        | 2012     | HB-IIR |
| Cessna 525 CitationJet     | 1     | 2008        | 2011     | HB-VWB |
| De Havilland Canada Dash 8 | 2     | 2014        | 2020     | OE-LGP y OE-LGO |
| Embraer ERJ 145            | 25    | 2002        | 2007     | HB-JAA, HB-JAB, HB-JAC, HB-JAD, HB-JAE, HB-JAF, HB-JAG, HB-JAH, HB-JAI, HB-JAJ, HB-JAK, HB-JAL, HB-JAM, HB-JAN, HB-JAO, HB-JAP, HB-JAQ, HB-JAR, HB-JAS, HB-JAT, HB-JAU, HB-JAV, HB-JAW, HB-JAX y HB-JAY                                         |
| Fokker 100                 | 2     | 2012        | 2013     | D-AGPH y D-AGPK |
| McDonnell Douglas MD-11    | 15    | 2002        | 2004     | HB-IWA, HB-IWB, HB-IWC, HB-IWD, HB-IWE, HB-IWG, HB-IWH, HB-IWI, HB-IWK, HB-IWL, HB-IWM, HB-IWN, HB-IWO, HB-IWP, HB-IWQ |
| McDonnell Douglas MD-83    | 10    | 2002        | 2006     | HB-INW, HB-INZ, HB-ISX, HB-ISZ, HB-IUG, HB-IUH, HB-IUM, HB-IUN, HB-IUO y HB-IUP |
| Saab 340                   | 2     | 2002        | 2004     | HB-AKN y HB-AKP |
| Saab 2000                  | 31    | 2002        | 2006     | F-GOZI, HB-IYA, HB-IYB, HB-IYC, HB-IYD, HB-IYE, HB-IYF, HB-IYG, HB-IYH, HB-IZA, HB-IZB, HB-IZC, HB-IZD, HB-IZE, HB-IZF, HB-IZG, HB-IZH, HB-IZJ, HB-IZK, HB-IZL, HB-IZM, HB-IZN, HB-IZO, HB-IZR, HB-IZS, HB-IZU, HB-IZV, HB-IZW, HB-IZY y HB-IZZ |